# Acta Universitatis Lodziensis. Folia Litteraria Rossica
Acta Universitatis Lodziensis. Folia Litteraria Rossica – czasopismo naukowe wydawane przez Wydawnictwo Uniwersytetu Łódzkiego.

## O czasopiśmie
Folia Litteraria Rossica to rocznik afiliowany przy Zakładzie Literatury i Kultury Rosyjskiej Uniwersytetu Łódzkiego. Zostało reaktywowany po dziesięcioletniej przerwie w 2010 r. Publikuje oryginalne materiały nigdzie dotąd niepublikowane z zakresu szeroko pojętego literaturoznawstwa (specjalność – literaturoznawstwo rosyjskie), w tym komparatystyki literacko-kulturowej. Poza artykułami naukowymi również recenzje prac naukowych, sprawozdania z konferencji i sesji naukowych. Materiały są anonimowo recenzowane przez dwóch niezależnych specjalistów (double blind review). Wszystkie artykuły dostępne są w Otwartym Dostępie (Open Access) na licencji CC BY-NC-ND.

## Rada naukowa
- prof. Deczka Czawdarowa – Szumenski Uniwersytet im. Konstantyna Priesławskiego (Szumen; Bułgaria)
- prof. Nikołaj Fortunatow – Państwowy Uniwersytet im. N.I. Łobaczewskiego (Niżny Nowogród; Rosja)
- prof. Alexander Graf – Uniwersytet im. Justusa-Liebiga (Giessen; Niemcy)
- prof. Dina Magomiedowa – Rosyjski Państwowy Uniwersytet Humanistyczny (Moskwa; Rosja)
- prof. Kazimierz Prus – Uniwersytet Rzeszowski (Rzeszów; Polska)
- mgr Wiera Sitnikowa - Państwowy Instytut Języka Rosyjskiego im. A.S. Puszkina (Moskwa; Rosja)
- dr hab. prof. nadzw. UPH  Danuta Szymonik – Uniwersytet Przyrodniczo-Humanistyczny (Siedlce; Polska)
- prof. Anatolij Sobiennikow – Instytut Wojskowy (Peterhof, Sankt-Petersburg; Rosja)

## Redaktorzy
- dr Ewa Sadzińska, red. naczelna (Uniwersytet Łódzki)
- prof. Larysa Lapina, red. językowy (Rosyjski Państwowy Uniwersytet Pedagogiczny im. A.I. Hercena w Sankt Petersburgu)
- prof. dr hab. Barbara Olaszek, red. tematyczny (Uniwersytet Łódzki)
- prof. Elena Sozina, red. tematyczny (Uralski Oddział Rosyjskiej Akademii Nauk)
- prof. Olga Kupcowa, red. tematyczny (Moskiewski Uniwersytet Państwowy)
- dr Aleksandra Szymańska, sekretarz serii (Uniwersytet Łódzki)
- Marta Kaźmierczak, korekta i redagowanie streszczeń w języku angielskim (Uniwersytet Warszawski)

## Bazy
- Arianta
- BazHum
- CEJSH
- CEEOL
- DOAJ
- ERIH PLUS
- Index Copernicus
- MIAR
- POL-index
- Slavic Humanities Index